# Luzzana
Luzzana ist eine Gemeinde in der Provinz Bergamo in der italienischen Region Lombardei mit 901 Einwohnern (Stand 31. Dezember 2023).

## Geographie
Luzzana liegt 15 km östlich der Provinzhauptstadt Bergamo und 60 km nordöstlich der Metropole Mailand.
Die Nachbargemeinden sind Albino, Borgo di Terzo, Entratico und Trescore Balneario.

## Sehenswürdigkeiten
Die Pfarrkirche San Bernardino da Siena wurde im 19. Jahrhundert erbaut. Sie enthält mehrere wertvolle Kunstwerke.

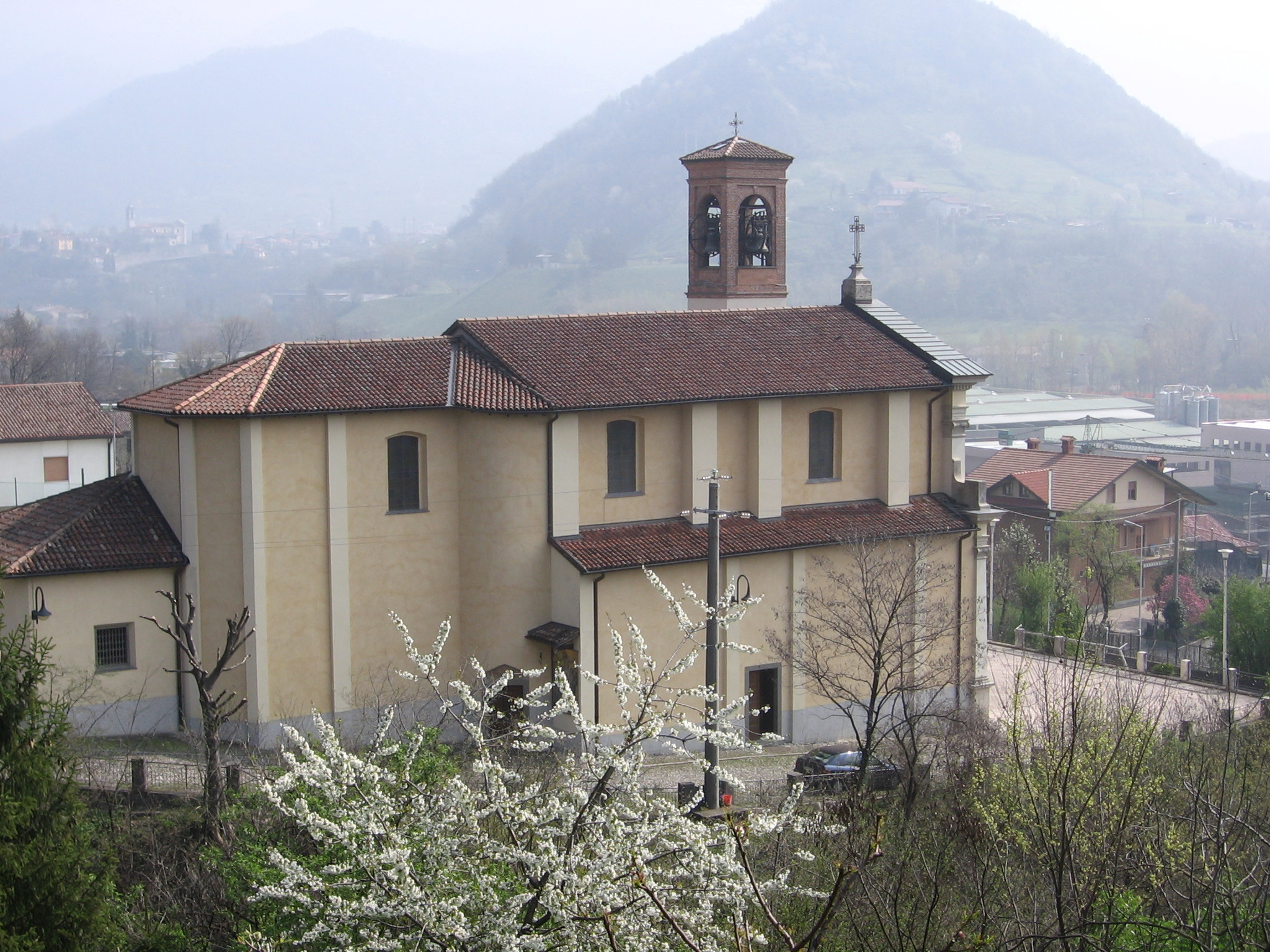
Pfarrkirche San Bernardino